# Burget Lajos
Burget Lajos (Miskolc, 1932. november 8. – Budapest, 2007. január 6.) magyar újságíró, lapszerkesztő.

## Élete
Burget Zsolt és Feövenyessy Mária gyermekeként született.
1950–1952 között kőművesként dolgozott. Egyetemi tanulmányait 1952 és 1956 között a debreceni Kossuth Lajos Tudományegyetem Bölcsészettudományi Karán végezte. 1952–1962 között Biharkeresztesen népművelési csoportvezető, valamint Debrecenben lapkorrektor volt. A következő öt évben a Hajdú-Bihari Napló külpolitikai szerkesztője, 1967–1989 között Nyíregyházán a Kelet-Magyarország főmunkatársa volt. Ezután két évig az általa alapított Határ-Szél című hetilap igazgató-főszerkesztője, 1989–1990-ben a MÚOSZ elnökségi tagja. 1991–2001 között az Amerika Hangja magyarországi tudósítója volt.
1992-ben nyugdíjba vonult. 1995-től a Burget Stílus információ-szolgáltató tulajdonosa, 1997–2005 között az Index-Kelet munkatársa volt.
2007. január 6-án hunyt el, Budapesten.

### Magánélete
1967-ben feleségül vette Keresztessy Zsuzsannát. Két gyermekük született: Péter (1968) és Eszter (1969). Esztertől három unokája született: Marci, Gergő, Vince. Pétertől pedig egy, Adél.

## Művei
- Burget Lajos–Kovácsvölgyi Sándor: Hogyan viselkedjünk?; Móra, Budapest, 1959
- Politikai kislexikon (1961)
- Ifjúsági kislexikon (1966)
- Megyénkből indultak, Szülőhelyük Szabolcs-Szatmár (társszerző, 1985)
- Szabolcs-szatmári képeskönyv (1988)
- A néma Nicolette (bűnügyi regény, 1989)
- Nyíregyháza (1997)
- Sóstó (1998)
- Mesés szókincs; JLX, Budapest, 2000
- Szótárház. Népies, régies, történeti szavak tára; Print-X, Budapest, 2004
- Retró szótár. Korfestő szavak a második világháborútól a rendszerváltásig; Tinta Könyvkiadó, Budapest, 2008[1]

## Díjai, elismerései
- Sipkay Barna-díj (1981)
- Kölcsey Ferenc-emlékplakett (1986)
- Vízügyért Szakmai Érem (1987)
- Rózsa Ferenc-díj (1988)
- Aranytoll (1999)

## Külső hivatkozások
- Szabolcs-Szatmár-Bereg megyei online[halott link]